# Jeníkov-Oldřichov (železniční zastávka)
Jeníkov-Oldřichov je železniční zastávka, která se nachází ve stejnojmenném obvodu železniční stanice Oldřichov u Duchcova na tratích Ústí nad Labem – Chomutov a Oldřichov u Duchcova – Litvínov. Zastávka se nachází v obci Jeníkov, části Oldřichov. Zastávka byla vybudována v rámci rekonstrukce celého úseku, která stála 1,9 miliardy korun. K otevření zastávky pro cestující došlo v dubnu 2021.

## Historie
Zastávka Jeníkov-Oldřichov byla vybudována v rámci modernizace trati Bílina – Oldřichov u Duchcova, během které došlo k výměně železničního svršku i spodku a kompletní rekonstrukci všech zastávek. Úplně poprvé se v jízdním řádu objevila v červnu 2020, v prvním návrhu jízdního řádu pro rok 2021. Ve druhém, srpnovém návrhu však zmizela a později nebyla uvedena ani v oficiálním vydání jízdního řádu platného od 13. prosince 2020. Kvůli výlukovým činnostem na 1. koridoru došlo 6. dubna 2021 k celostátní změně jízdních řádů. Od tohoto jízdního řádu byla zastávka uváděna s označením, že bude otevřena ode dne vyhlášení. Definitivně byla otevřena 30. dubna 2021, kdy došlo ke zprovoznění 2. koleje. Nahradila tak původní nástupiště stanice Oldřichov u Duchcova, která byla pro cestující veřejnost uzavřena.

## Popis zastávky
V zastávce se nacházejí dvě nástupiště o délce 120 metrů, která jsou spolu spojena bezbariérovým podchodem. Počítá se zde s možností vybudování nástupiště u kusé koleje, proto je zde pro něj ponechána prostorová rezerva. Zastávka je umístěna u nadjezdu, který převádí silnici spojující Jeníkov s Oldřichovem a Košťany.